# 阿内龙
阿内龙（法語：Anneyron，法語發音：[aneʁɔ̃]）是法国德龙省的一个市镇，属于瓦朗斯区。

## 地理
阿内龙（45°16'16"N, 4°53'16"E）面积36.23 平方千米，位于法国奥弗涅-罗讷-阿尔卑斯大区德龙省，该省份为法国东南部内陆省份，北起顺时针与伊泽尔省、上阿尔卑斯省、上普罗旺斯阿尔卑斯省、沃克吕兹省和阿尔代什省接壤。
与阿内龙接壤的市镇（或旧市镇、城区）包括：阿尔邦、加洛尔新堡、埃皮努兹、费勒克洛、圣朗贝尔达尔邦、瓦卢瓦尔地区圣索尔兰、布热尚巴吕、圣让德加洛尔。

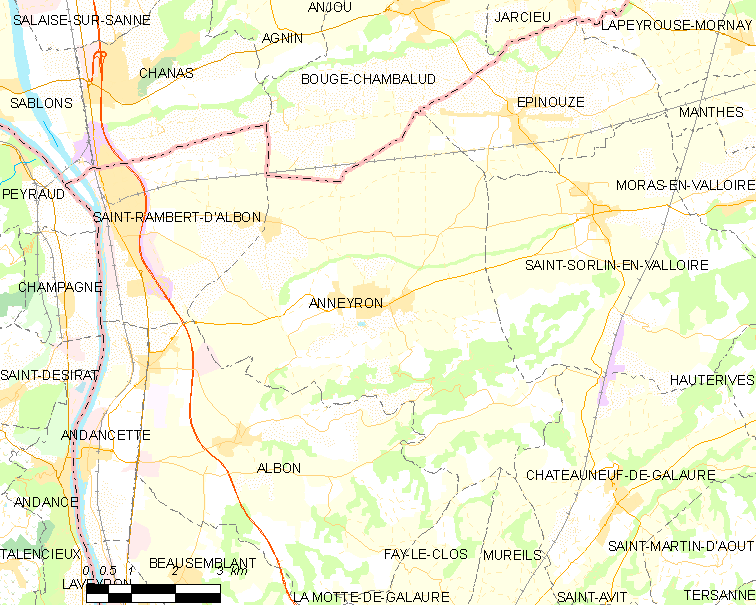
阿内龙的OSM定位图

阿内龙的时区为UTC+01:00、UTC+02:00（夏令时）。

## 行政
阿内龙的邮政编码为26140，INSEE市镇编码为26010。

## 政治
阿内龙所属的省级选区为圣瓦利耶县。

## 人口

1962-2008年间阿内龙人口变化图示

阿内龙于2022年1月1日时的人口数量为4152人。